# Войтків Богдан Прокопович
Богда́н Проко́пович Во́йтків (псевдо «Білий», 1 квітня 1910, Миців Сокальського повіту (нині Люблінське воєводство) — 1 травня 1944) — пластун та підпільний діяч.

## Життєпис
Член Пласту 9-го куреня ім. П. Дорошенка міста Сокаль.
Студент вищої торгової школи у Кракові, член ОУН з 1930 року.
З початком Другої світової війни — заступник окружного провідника ОУН(м) Коломийщини.
Чоловік Марти Осипівни Кузьми, вчительки, пластунки, дочки Марії Колцуняк-Кузьми і Осипа Кузьми, письменників, видавців, перекладачів.
Весною 1944 року схоплений мадярськими фашистами за доносом колаборуючого поляка і розстріляний, на очах в вагітної дружини і дворічної дочки Рені, в селі Ланчин (нині Надвірнянського району). Загинув 1 травня, похоронений 22 травня 1944 р. у Ланчині.